# Distretto di Santiago de Challas
Il distretto di Santiago de Challas  è uno dei tredici distretti della provincia di Pataz, in Perù. Si trova nella regione di La Libertad e si estende su una superficie di 129,44  chilometri quadrati.